# Eva Verona
Eva Verona, hrvaška knjižničarka * 1. februar 1905, Trst, † 19. maj 1996, Zagreb.

## Življenje in delo
Rodila se je v Trstu, kjer je delal njen oče. Otroštvo je preživela na Dunaju. V Zagrebu je končala osnovno šolo in klasično gimnazijo. Nadaljevala je s študijem matematike in fizike na Filozofski fakulteti v Zagrebu, kjer je diplomirala leta 1928. Od leta 1929 do upokojitve leta 1967 je bila zaposlena v Narodni in univerzitetni knjižnici v Zagrebu. Sodelovala je pri nastanku hrvaške tekoče in retrospektivne bibliografije. Zavzemala se je za vračanje zaplenjenih predmetov kulturne vrednosti, ki so jih v času prve in druge svetovne vojne odnesli na območje današnje Italije, Avstrije in Madžarske. Leta 1950 je začela z izdajanjem prvega knjižničarskega časopisa Vjesnik Bibliotekara Hrvatske in med letoma 1960 in 1965 opravljala službo glavnega urednika. V 50-ih letih se je začela ukvarjati s katalogizacijo. Preuredila je smernice za katalogizacijo in pripravila osnutek pariških načel za izgradnjo knjižničnega kataloga. Je soavtorica mednarodnih bibliografskih standardov za bibliografski opis (ISBD). Vodila je Zvezo društev bibliotekarjev Jugoslavije. Je avtorica prvega hrvaškega nacionalnega katalogizacijskega pravilnika Pravilnik i priručnik za izradbu abecednih kataloga. Prvi del z naslovom Odrednice i redalice (COBISS) vsebuje pravila oblikovanje značnic, drugi del Kataložni opis pa pravila za bibliografski opis (COBISS). Priročnik je veljal za celotno območje Jugoslavije in še vedno velja tudi v Sloveniji. Bila je članica mednarodnega odbora za bibliografsko kontrolo in članica Mednarodne zveze bibliotekarskih društev in ustanov (IFLA). Leta 1980 je doktorirala iz bibliotekarstva. Med letoma 1968 in 1982 je bila predavateljica na podiplomskem študiju bibliotekarstva, dokumentacije in informatike na Univerzi v Zagrebu. Med letoma 1977 in 1984 je bila redna profesorica Katedre za bibliotekarstvo Filozofske fakultete v Zagrebu. Zadnjih deset let življenja se ni aktivno ukvarjala z bibliotekarstvom.

## Nagrade in priznanja
- Kukuljevićeva povelja, 1968
- Nagrada Ameriškega knjižničarskega združenja Margaret Mann Citation, 1976
- Nagrada za doprinos h knjižničarstvu Tabula Gratulatoria, 1977
- Nagrada za življenjsko delo Republike Hrvaške, 1978

Od leta 1998 skupščina Hrvaškega društva knjižničarjev vsako drugo leto podeli mladim bibliotekarjem nagrade Eva Verona.